# أسل كثيف الأزهار
أسل كثيف الأزهار (الاسم العلمي: Juncus densiflorus) نوع نباتي يتبع جنس الأسل وينتمي إلى الفصيلة الأسلية.